# Ibra Kabo
Ibra Kabo (* 1921 in Guidiguir; † März 2003 in Niamey) war ein nigrischer Politiker und Diplomat.

## Leben
Ibra Kabo gehörte der Volksgruppe der Hausa an. Er besucht von 1927 bis 1934 die Grundschule in Gouré und von 1934 bis 1938 die höhere Grundschule in Niamey. Anschließend studierte er drei Jahre lang an der École normale William Ponty, der Kaderschmiede Französisch-Westafrikas. Von Januar bis November 1942 ging er auf die Berufsschule für Post und Fernmeldewesen in Dakar.
Von 1942 bis 1945, während des Zweiten Weltkriegs, gehörte Kabro den französischen Streitkräften an. Danach arbeitete er als Inspektor für Post und Fernmeldewesen, zunächst in Dakar und ab Juli 1947 in Niger. Dort wurde er nacheinander in Say, Niamey, Gouré, Maradi und erneut in Niamey eingesetzt. Er wirkte von 1954 bis 1959 Vorsitzender der nigrischen Gewerkschaft für Post und Fernmeldewesen. Bei den Parlamentswahlen am 14. Dezember 1958 wurde er für den Wahlkreis Gouré in die Territorialversammlung gewählt, der er ein knappes Jahr lang als Abgeordneter angehörte. Am 3. Januar 1959 berief ihn Regierungschef Hamani Diori als Arbeitsminister in die Regierung. Kabo wechselte am 25. Juni 1963 das Ressort und wurde Gesundheitsminister, was er bis November 1965 blieb.
Im Anschluss begann er eine diplomatische Laufbahn im Dienst der Republik Niger. Ibra Kabo war von März 1966 bis November 1967 Botschafter in Frankreich, dem Vereinigten Königreich, Italien und der Schweiz mit Amtssitz in Paris. Ab November 1967 war er Botschafter in der Bundesrepublik Deutschland, beim Heiligen Stuhl und beim Malteserorden mit Amtssitz in Bonn. Im Juli 1974, kurz nach dem Staatsstreich durch Seyni Kountché, wurde er aus Bonn abberufen. Bis zu seinem Ruhestand mit 1. Oktober 1975 wurde Kabo als Personalchef im nigrischen Außenministerium eingesetzt.

## Ehrungen
- Offizier des Nationalordens Nigers[2]